# Bedford (Pensilvânia)
Bedford é um distrito localizado no estado norte-americano de Pensilvânia, no Condado de Bedford.

## Demografia
Segundo o censo norte-americano de 2000, a sua população era de 3141 habitantes. 
Em 2006, foi estimada uma população de 3028, um decréscimo de 113 (-3.6%).

## Geografia
De acordo com o United States Census Bureau tem uma área de 
2,9 km², dos quais 2,9 km² cobertos por terra e 0,0 km² cobertos por água. Bedford localiza-se a aproximadamente 335 m acima do nível do mar.

## Localidades na vizinhança
O diagrama seguinte representa as localidades num raio de 16 km ao redor de Bedford. 